# Subantártico

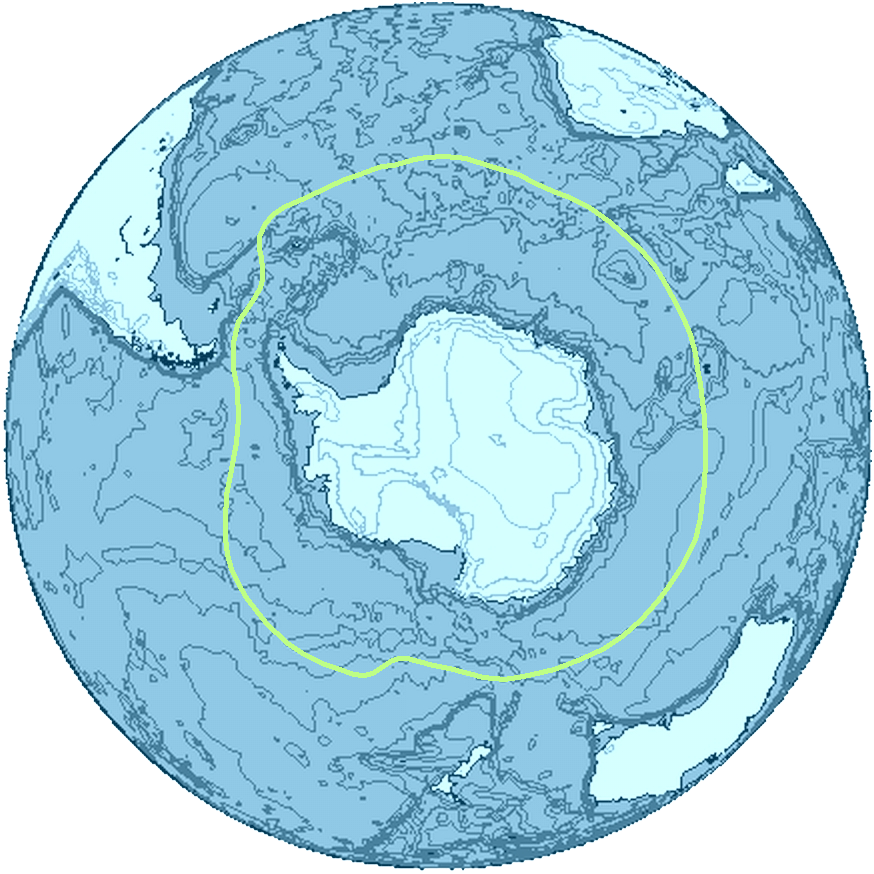
La Antártica y la región antártica con su límite, la Convergencia Antártica.

La zona subantártica  (o el subantártico) es una región del hemisferio sur, ubicada inmediatamente al norte de la región antártica. Esto s corresponde con las latitudes de entre 46° y 60° al sur del ecuador. Los glaciares subantárticos están, por definición, ubicados en islas dentro de la región subantártica. Todos los glaciares ubicados en el continente de la Antártida son por definición considerados glaciares antárticos .

## Geografía

### Influencia de la Corriente Circumpolar Antártica y la circulación termohalina

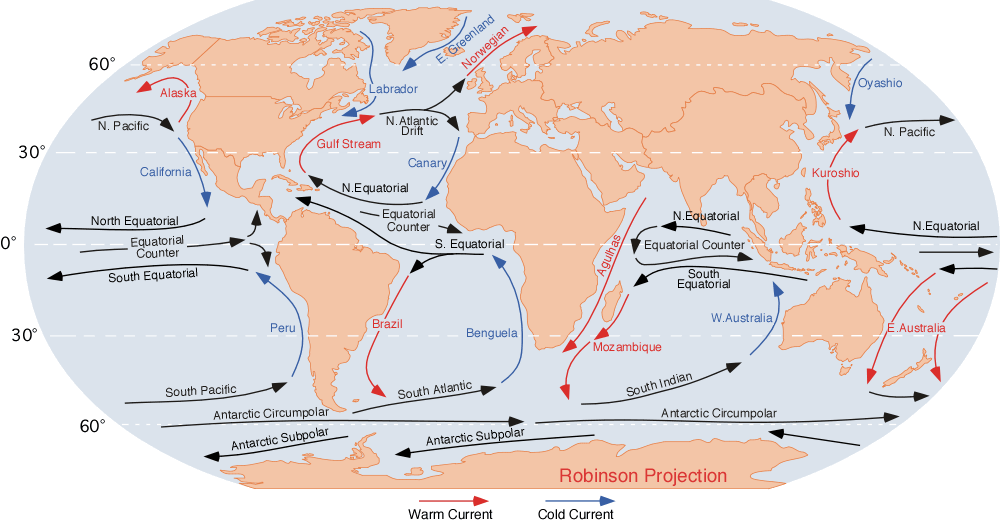
Diagrama de las principales corrientes oceánicas, mostrando la Corriente Circumpolar Antártica (CCA). Además de la circulación termohalina global, la CCA influye fuertemente en el clima regional y global.

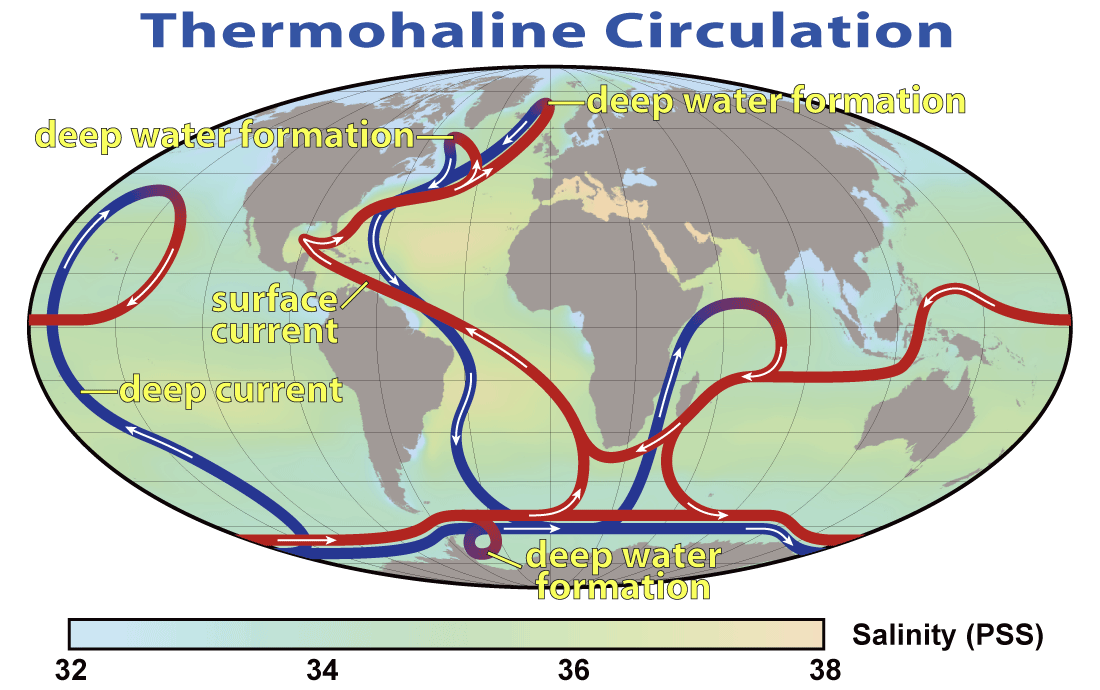
La circulación termohalina influye fuertemente en el clima regional y global. Las líneas azules representan corrientes de aguas profundas, mientras que las líneas rojas representan corrientes superficiales.

La Corriente Circumpolar Antártica (o CCA) es la corriente oceánica más importante del Océano Austral, y la única corriente que fluye completamente alrededor de la Tierra. Fluye hacia el este a través del sur de los océanos Atlántico, Índico y Pacífico, el CCA une estas tres cuencas oceánicas que de otro modo estarían separadas. La CCA transporta más agua que cualquier otra corriente oceánica y se extiende desde la superficie del mar hasta entre los 2000 a 4000 metros, y con un ancho de hasta 2000 kilómetros. La CCA transporta hasta 150 Sverdrups (150 millones de metros cúbicos por segundo), equivalente a 150 veces el volumen de agua que fluye en todos los ríos del mundo. La circulación termohalina global, pero especialmente su sección subantártica, la CCA, tienen una gran influencia en el clima regional y global, así como en la biodiversidad submarina.

### Definición de lo subantártico
Todas las tierras y aguas situadas al sur de la Convergencia Antártica, desde el punto de vista climatológico, biológico e hidrológico, pueden ser consideradas subantárticas.[cita requerida] El texto del Tratado Antártico, artículo VI ("Área cubierta por el Tratado") establece: "Las disposiciones del presente Tratado se aplicarán al área al sur de los 60° de latitud Sur". Por lo tanto, la Antártida o Antártica se define desde un punto de vista político como todas las plataformas terrestres y de hielo al sur de los 60°S de latitud.

### Islas subantárticas

Antártida e islas circundantes en relación con la Convergencia Antártica (línea azul) y el paralelo 60 sur.

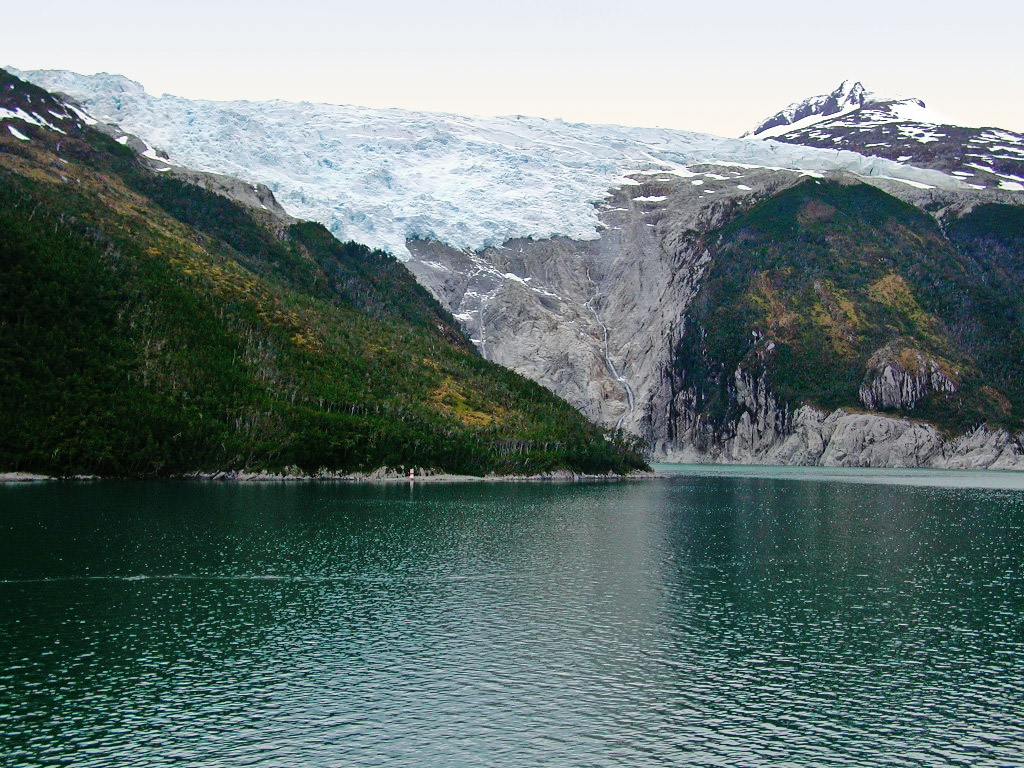
Árboles que crecen a lo largo de la orilla norte del Canal Beagle, 55°S, al costado del Glaciar Italia.

Entre 46° y 50° al sur del ecuador se encuentran las islas Crozet, las islas del Príncipe Eduardo, la isla Wager, las islas Bounty, las islas Snares, las islas Kerguelen, las islas Antípodas y las islas Auckland. La geografía de estas islas se caracteriza por la tundra, con algunos árboles en las islas Snares y Auckland. Todas estas islas están ubicadas cerca de la Convergencia Antártica (con Kerguelen al sur de la Convergencia) y se consideran apropiadamente islas subantárticas.
Entre 51° y 56° al sur del Ecuador, las Islas Malvinas, la Isla de los Estados, las Islas Ildefonso, las Islas Diego Ramírez y otras islas asociadas con Tierra del Fuego y el Cabo de Hornos, se encuentran al norte de la Convergencia Antártica en la región a menudo conocida como los Furious Fifties. Algunas de etas islas tienen árboles, pastizales templados (principalmente hierba tussac ) e incluso tierra cultivable. A pesar de su ubicación más al sur, es discutible si estas islas deben considerarse como tales porque su clima y geografía difieren de otras islas subantárticas. El Centro Subantártico Cabo de Hornos, ubicado en Puerto Williams (latitud 54°56′), en la isla Navarino, alberga al Centro Internacional Cabo de Hornos (CHIC), donde se estudian diferentes particularidades de la zona y su relación con lo subantártico para Chile y el mundo.
Entre 52 ° y 57 ° al sur del ecuador, se encuentran los grupos de las islas Campbell, las islas Heard y McDonald, la isla Bouvet, la isla Macquarie y las islas Georgia del Sur y Sandwich del Sur. La geografía de estas islas se caracteriza por tundra, permafrost y volcanes. Estas islas están situadas cerca o al sur de la Convergencia Antártica, pero al norte de los 60° de latitud. Por lo tanto, aunque algunas están ubicadas al sur de la Convergencia Antártica, aún podrían considerarse islas subantárticas en virtud de su ubicación al norte de los 60° S.[cita requerida]